# La Vattay
La Vattay-Valserine est une station de ski de fond rattaché à la commune de Mijoux dans le Pays de Gex, dans le département de l'Ain. On y accède depuis Gex et Genève par le Col de la Faucille. 
La station totalise 140 kilomètres de pistes de ski de fond. La station accueille des compétitions internationales, et est reliée au domaine de la Valserine. Elle fait partie depuis 1999 de la station Monts Jura.

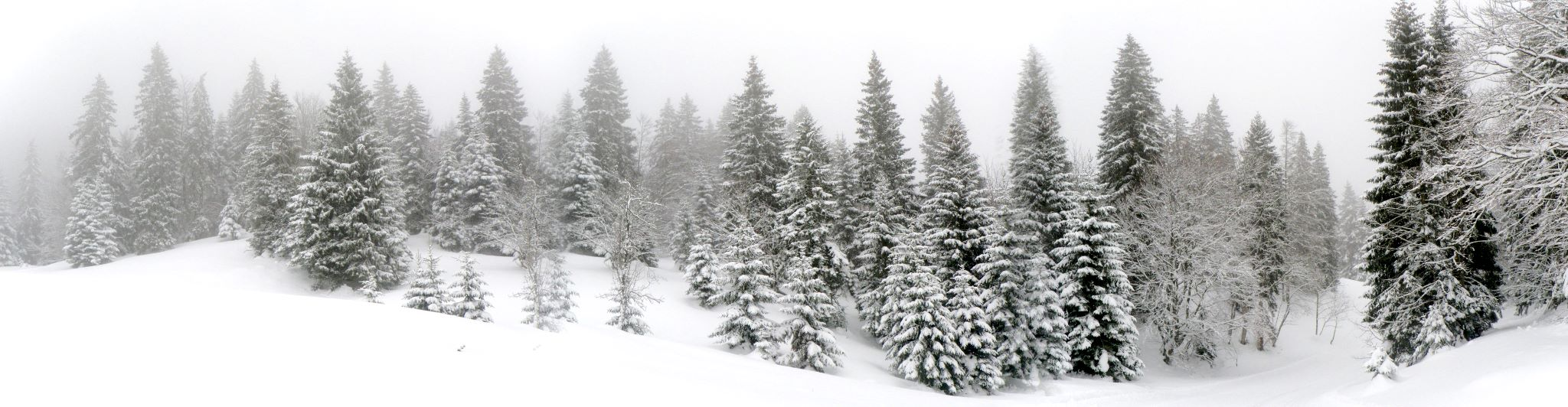